# Alceu Amoroso Lima
Alceu Amoroso Lima (Rio de Janeiro, 11 de dezembro de 1893 – Petrópolis, 14 de agosto de 1983) foi um crítico literário, escritor, professor, intelectual e líder católico brasileiro. Eleito em 29 de agosto de 1935, tornou-se membro da Academia Brasileira de Letras.

## Biografia e legado

### Infância e juventude
Alceu Amoroso Lima é filho do industrial Manuel José Amoroso Lima e da dona de casa Camila da Silva Amoroso Lima. Nascido, entre quatro irmãs, passou a infância na Rua Cosme Velho, nº 2, no bairro de Laranjeiras, no Rio de Janeiro. Morou próximo da casa de Machado de Assis, quem viu diversas vezes passear com sua esposa. Também na infância, teve contato com Ruy Barbosa, amigo íntimo de seu padrinho.
Aprendeu a ler, em casa, com o professor João Köpke, o qual transmitiu sua metodologia inovadora, de "ensinar divertindo", à mãe de Alceu. Alberto Nepomuceno deu-lhe aulas de piano. Em 1900 e 1909, viajou pela Europa junto da família.
De volta ao Brasil, estudou no Ginásio Nacional (denominado hoje Colégio Pedro II). Formou-se, no ano de 1913, em Ciências Jurídicas e Sociais pela Faculdade Livre de Ciências Jurídicas e Sociais do Rio de Janeiro, atual Faculdade Nacional de Direito da Universidade Federal do Rio de Janeiro (UFRJ). O paraninfo de sua turma foi o professor de Filosofia do Direito e Economia Política Sílvio Romero. Antes de terminar o curso, trabalhou no escritório de João Carneiro de Sousa Bandeira, seu antigo professor na Faculdade e tio de Manuel Bandeira.

### Influências e conversão
Em 1913, voltou a viajar para a Europa. No Collège de France, situado em Paris, assistiu ao curso de Henri Bergson, o qual Charles Péguy e Jacques Maritain haviam frequentado. Nas palavras de Alceu, Maritain foi, mais tarde, "meu mestre, orientando de longe a minha conversão". No Collège de France, Alceu relatou que teve uma grande transformação em suas ideias, passando do evolucionismo spenceriano ao evolucionismo criador de Bergson, a partir da concepção da primazia do espírito.
Na França, Alceu presenciou a chamada belle époque, onde pairou um ar de serenidade, despreocupação e solidez. Avaliando aqueles anos, muito depois, na sua maturidade, Alceu assim definiu:
"Havia, sobretudo, a aceitação da mediocridade da nossa época, que se resumia em viajar, gozar a vida, ler os poetas, a aceitação, enfim, daquilo que mais tarde tanto iria me preocupar: o predomínio da filosofia burguesa, a filosofia de Pangloss."
A eclosão da Primeira Guerra Mundial e a mobilização geral dos franceses deu um fim abrupto à euforia em que se viveu. Alceu afirmou que "terminava o diletantismo, a disponibilidade. Começava a vida dura [...]". Os conflitos gerais e partilhados com sofrimento pelas pessoas tomaram a Europa, e o mundo todo.
Regressando ao Brasil, o nomearam para servir no Ministério das Relações Exteriores. Logo deixou a carreira de diplomata, substituindo o pai na direção da fábrica de tecidos Cometa, patrimônio da família. Após alguns anos, optou por entrar na vida literária.
Adotou o pseudônimo Tristão de Athayde quando assinou a sua primeira crítica literária em O Jornal, em 19 de junho de 1919. Entrevistado pelo suplemento Letras e Artes do jornal Diário Carioca, em 1º de dezembro de 1957, declarou que "o nome ficou [...] e hoje quase é possível dizer que tem o mesmo curso do verdadeiro".
A conversão de Alceu foi, segundo ele, uma marcha "lenta e laboriosa na recuperação da fé". Animado, intelectualmente, pelas publicações de Chesterton, Maritain e Fulton Sheen e, finalmente, pelas várias cartas trocadas com Jackson de Figueiredo entre 1924 e 1928, ocorreu o reencontro com Deus, além da inteligência. Escreveu, então, uma carta aberta a Sérgio Buarque de Holanda, Adeus à Disponibilidade (1928), significando "a passagem da primazia do literário ao ideológico. Do primado da crítica estética à crítica filosófica".
O Sacramento da Eucaristia fez-se quando Alceu Amoroso Lima procurou o Padre Leonel Franca, na Igreja de Santo Inácio, confessando-se e comungando em 15 de agosto de 1928. Depois deste marco, Alceu afirmou que "ao converter-se, não me recolhi a um porto, mas parti para o alto mar".
Logo Alceu comunicou a sua conversão a Jackson de Figueiredo. Seu correspondente por anos, que contribuiu, fortemente, para a mudança de Alceu, morreu, de forma trágica, em pouco tempo no Rio de Janeiro.
Todavia, sob a influência das posições ortodoxas e autoritárias de Jackson de Figueiredo, o substituiu, por indicação de Dom Sebastião Leme, na presidência do Centro Dom Vital e na direção da revista A Ordem. Publicou, então, artigos favoráveis ao Integralismo, aos quais se referiu, posteriormente, em diálogo com o escritor de suas "memórias improvisadas", Cláudio Medeiros Lima:
"[...] era uma reação política nacional, de caráter unitário e autoritário, contra a fraqueza do Estado, o regionalismo e a luta de classes, em favor do Estado forte, da unidade nacional e da reforma corporativa da economia."
Veio, posteriormente, a reconhecer o seu equívoco através de Georges Bernanos, que viveu no Brasil, Chesterton e, fundamentalmente, Jacques Maritain, com a obra deste, Humanismo Integral (1936). A partir deste ponto, manteve-se, por toda a sua vida, fiel a uma orientação liberal, aplicando-a até longa data no Centro Dom Vital.

### Maturidade e atuação pública

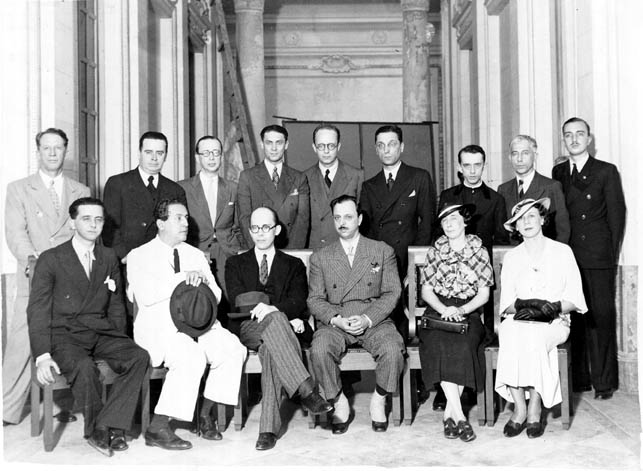
Manuel Bandeira (3º da esquerda para direita em pé), Alceu Amoroso Lima (5ª posição) e Dom Hélder Câmara (7ª) e sentados (da esquerda para direita), Lourenço Filho, Roquette-Pinto e Gustavo Capanema
Rio de Janeiro, 1936.

Alceu Amoroso Lima foi, com grande relevância, voz ativa contra a ditadura brasileira instaurada em 1964, a qual perdurou até 1985. Contra o golpe militar, alinhou-se a Dom Hélder Câmara. Os dois já tinham uma amizade próxima por correspondências e encontros. Críticos literários apontam Alceu como uma "presença" no Brasil, pregando a justiça e a liberdade.. Exemplo é o artigo publicado em 14 de julho de 1967, no qual Alceu comentou um livro sobre a tortura elaborado pelo então deputado federal Márcio Moreira Alves:
"Entre nós a revolução de 64 recolocou a tortura política em evidência. Márcio teve o desassombro, na hora mais crítica dos poderes discricionários e do fanatismo revolucionário, de ir aos fatos, de ouvir as vítimas, de arrancar os véus que impediam ver através dos muros das penitenciárias. E so agora pôde revelá-los em livro, que a Censura oficial procurou impedir que se divulgasse. E acabou por se transformar na mais sensacional das propagandas."
Antes, contudo, teve uma vida pública repleta de obras, encontros e eventos significativos.
Através da inciativa de Dom Sebastião Leme, criaram-se a Liga Eleitoral Católica (LEC) e a Ação Católica entre 1933 a 1934. Alceu foi chamado por Dom Leme para "estudar o problema das novas posições da Igreja em face dos problemas sociais, então recolocados em exame de maneira bastante incisiva pela Encíclica Quadragésimo Anno, de 1931. [...] Em 1934, esse trabalho serviu de base ao manifesto com o qual se anunciou a criação da Liga Eleitoral Católica".
Elegeram-no membro da Academia Brasileira de Letras em 1935. Em 1939, fundou a Universidade Santa Úrsula.
Mesmo considerando ter "absoluta alergia à política militante e partidária", a convite de Dario Regules, Alceu viajou duas vezes a Montevidéu e uma a Buenos Aires, entre 1947 e 1949, para a organização da Democracia Cristã na América Latina, inicialmente denominada Movimento de Montevidéu. Voltando ao Brasil, participou da elaboração do programa inicial do Partido Democrata Cristão, fundado em São Paulo por iniciativa do senador Franco Montoro.
Em 1950, aceitou o convite para ocupar o cargo de Diretor Cultural da União Pan-Americana, que se tornou, após, Secretaria Geral da Organização dos Estados Americanos (OEA), trabalhando em Washington, D.C. Depois de ser empossado, visitou Jacques Maritain e sua esposa, Raïssa, residentes em Princeton. Durante o verão de 1951, de férias, Alceu conversou com o trapista Thomas Merton, na Abadia de Getsêmani (Abbey of our Lady of Gethsemani), localizada no estado do Kentucky.
Tendo por base o Concílio Vaticano II, o qual foi convocado pelo Papa João XXIII, Alceu posicionou-se a favor da corrente renovadora da Igreja, contrariamente a Gustavo Corção (segundo Alceu, "uma grande inteligência"), que passou a uma atitude "anti-conciliar" e conservadora. Alceu esclareceu a posição que adotou, por volta de 1940 até o final de sua vida, deste modo:
"Pelo fato de colocar-me entre os renovadores da Igreja, sou chamado de progressista e de inocente útil. Mas a verdade é que a Igreja, no decorrer nos últimos cinquenta anos, tem evoluido gradativamente no sentido daquilo que chamo de humanismo, isto é, de uma colocação do primado do bem comum, em que o indivíduo se subordina à coletividade e a coletividade, por sua vez, se subordina à pessoa, à liberdade e à justiça. É aí que considero possível um entedimento entre as duas correntes antagônicas."
Durante o pontificado de Paulo VI, atuou, por cinco anos em Roma, como membro na Pontifícia Comissão de Justiça e Paz. Nela, participou de diversos debates para a elaboração do documento a ser encaminhado ao Sínodo.
Em certo ponto, Alceu mostrou-se favorável à Teologia da Libertação, liderada no Brasil por Leonardo Boff, na época frade franciscano:
"Aproveito a oportunidade para dizer que considero a chamada Teologia da Libertação, de que Frei Leonardo é o mais ilustre representante no Brasil de hoje, que ela representa para mim a verdadeira e mais positiva concepção do papel capital que a Igreja de hoje, fiel às suas tradições mais primitivas da era patrística, pode e deve representar neste momento crucial, em que se chocam as concepções mais puramente antagônicas do futuro da humanidade, entre o crepúsculo da burguesia e a aurora do proletariado, entre a crise do capitalismo e a crise do socialismo, em tão grande parte herdeiro dos próprios males do capitalismo."
Em 1965, Alceu foi nomeado pela Academia Mineira de Letras para receber o Prêmio Nobel de Literatura.
Após a morte de Alceu Amoroso Lima em 14 de agosto de 1983, tendo quase 90 anos, como oblato beneditino, seu corpo foi velado no Mosteiro de São Bento do Rio de Janeiro.
Em sua homenagem, no ano de 1983, a Comissão Justiça e Paz de São Paulo, liderada por Dom Paulo Evaristo Arns, criou o Prêmio Alceu Amoroso Lima, concedido pela Universidade Candido Mendes juntamente com o Centro Alceu Amoroso Lima pela Liberdade.
Exercendo inúmeras atividades concomitantemente, cabe citar que foi, brevemente em 1938, reitor da Universidade do Distrito Federal (atual Universidade do Estado do Rio de Janeiro), catedrático de Literatura Brasileira nas Faculdades Católicas (atual Pontifícia Universidade Católica) e na Faculdade Nacional de Filosofia da Universidade do Brasil (atual UFRJ), entre 1941 até à sua aposentadoria de ambas as instituições em 1963, fundador da Editora Agir (1944) e conferencista na Sorbonne.
Publicou dezenas de livros sobre os temas mais variados.

## Obras
- Afonso Arinos (1922);
- Estudos — Segunda série (1927);
- Tentativa de Itinerário (1929);
- De Pio VI a Pio XI (1929);
- Freud (1929);
- Esboço de uma Introdução à Economia Moderna (1930);
- Preparação à Sociologia (1931);
- Debates Pedagógicos (1931);
- Problema da Burguesia (1932);
- Economia Pré-política (1932);
- As Repercussões do Catolicismo (1932);
- Política (1932);
- Contra-Revolução Espiritual (1932);
- Pela Reforma Social (1933);
- Introdução ao Direito Moderno (1933);
- Ensaio de Biologia com Hamilton Nogueira (1933);
- Da Tribuna e da Imprensa (1935);
- No Limiar da Idade Nova (1935);
- Pela Ação Católica (1936);
- O Espírito e o Mundo (1936);
- Indicações Políticas (1936);
- Idade, Sexo e Tempo (1938);
- Elementos de Ação Católica (1938);
- Pedagogia da Escola Nova (1938);
- Contribuição à História do Modernismo (1939);
- Poesia Brasileira Contemporânea (1940);
- Três Ensaios sobre Machado de Assis (1941);
- Meditação sobre o Mundo Moderno (1942);
- Pela União Nacional (1942);
- Mitos de nosso Tempo (1943);
- O Cardeal Leme (1943);
- A igreja e o Novo Mundo (1943);
- Humanismo Pedagógico (1944);
- Voz de Minas (1945);
- A Estética Literária (1945);
- O Crítico Literário (1945);
- Pela Cristianização da Idade Nova (1946);
- O Problema do Trabalho (1947);
- Primeiros Estudos (1948);
- Mensagem de Roma (1950);
- Manhãs de São Lourenço (1950);
- Europa de Hoje (1951);
- O Existencialismo (1951);
- A Crise do Adolescente (1951);
- Meditações sobre o Mundo Interior (1954);
- A Realidade Americana (1954);
- Pela América do Norte (1955);
- A Vida Sobrenatural e o Mundo Moderno (1956);
- Quadro Sintético da Literatura Brasileira (1956);
- Bilac (1957);
- Adolescência: idade da aventura (1958);
- A Família no Mundo Moderno (1960);
- Problema de Estética (1960);
- O Teatro Claudeliano (1960);
- Visão do Nordeste (1960);
- O Trabalho no Mundo Moderno (1962);
- A Missão de São Paulo (1962);
- A Segunda Revolução Industrial (1962);
- Da Inteligência à Palavra (1962);
- O Gigantismo Econômico (1962);
- Revolução, Reação ou Reforma? (1964);
- Pelo Humanismo Ameaçado (1965);
- João XXlll (1966);
- A Experiência Reacionária (1966);
- Manuel Bandeira (1969);
- Adeus à Disponibilidade e outros Adeuses (1969);
- Meio Século de Presença Literária (1969);
- Violência ou não (1969);
- Comentários à Populorum Progressio (1969);
- Evolução Intelectual do Brasil (1971);
- Companheiros de Viagem (1972);
- Memórias Improvisadas, diálogos com Cláudio Medeiros Lima (1973);
- Os Direitos do Homem e o Homem sem Direitos (1975);
- Revolução Suicida (1977);
- Tudo é Mistério (1983);
- Memorando dos 90: entrevistas e depoimentos (1984).

## Academia Brasileira de Letras
Foi eleito em 29 de agosto de 1935 para a cadeira 40 da Academia Brasileira de Letras, na sucessão de Miguel Couto, sendo recebido em 14 de dezembro de 1935 pelo acadêmico Fernando Magalhães.

## Escritos sobre Alceu Amoroso Lima
- LIMA, Cláudio Medeiros. Memórias Improvisadas: diálogos com Cláudio Medeiros Lima. Vozes, Petrópolis, 1973.
- LIMA, Alceu Amoroso. Memorando dos 90: entrevistas e depoimentos. Nova Fronteira, Rio de Janeiro, 1984.
- LIMA, Alceu Amoroso; FIGUEIREDO, Jackson de. Correspondência: harmonia dos contrastes, Tomo I. Integrante da Coleção Afrânio Peixoto, da Academia Brasileira de Letras. Rio de Janeiro: Imprensa Nacional, 1991.
- FILHO, Alceu Amoroso Lima. Cartas do pai: de Alceu Amoroso Lima para sua filha, Madre Maria Teresa. Instituto Moreira Salles, São Paulo, 2003.
- RODRIGUES, Leandro Garcia. Alceu Amoroso Lima: cultura, religião e vida literária. São Paulo: EDUSP, 2012.
- RODRIGUES, Leandro Garcia. Alceu Amoroso Lima - série essencial. Rio de Janeiro: ABL, 2013.